# 沖縄ターミナル
沖縄ターミナル株式会社（おきなわターミナル）は、沖縄県うるま市平安座島で原油備蓄基地を運営する株式会社である。

## 沿革
- 1967年（昭和42年）9月 – 米国ガルフ・オイル（現在のシェブロン）により石油製品貯蔵基地建設が申請される。
- 1970年（昭和45年）5月 – 原油タンク（6基）、シーバースが完成し、操業を開始する。
- 1972年（昭和47年）11月4日 - 沖縄ターミナル株式会社が設立される。
- 2000年（平成12年）7月 - 本社（東京）と沖縄基地を統合し、本社を沖縄（現所在地）へ移転する。
- 2002年（平成14年）11月 - ISO14001（環境マネジメントシステム）を取得する。
- 2004年（平成16年）3月 - 沖縄石油（現在の沖縄出光）の製油所閉鎖に伴い、原油備蓄基地に特化する。
- 2009年（平成21年）4月 - 株主が沖縄石油から出光興産となる。
- 2010年（平成22年）7月 - ジャパンエナジーと新日本石油の合併に伴い、株主がJX日鉱日石エネルギー（現・ENEOS）となる。
- 2012年（平成24年）11月 - タンクNo. 207の浮屋根が破損し、タンクの底に沈没。浮屋根から雨水を排出するための配管を通じて原油がタンク外に流出。また、タンクの原油が大気に露出したままになり、基地周辺の集落に悪臭防止法の基準を超える悪臭の拡散を引き起こした[要出典]。